# Neferirkare II.
Neferirkare (eigentlich Nefer-iri-ka-Re, auch Neferir-ka-Re oder Neferirkare II.) war ein altägyptischer König (Pharao) der 8. Dynastie (Erste Zwischenzeit).

## Herrschaft
Der Name des Königs erscheint in der Königsliste im Sethos I.-Tempel in Abydos, (Nr. 56), Thronname.
Nach Hayes und Gomaa ist er der König des Koptos-Dekretes, das an den Sohn des Schemai und Wesir Idi gerichtet ist, siehe auch Neferkauhor Chuiuihapi.
Auch Wadjkare gehört wohl in die 8. Dynastie, ebenso wie ein König mit dem Thronnamen Sechemkare oder Anchkare. Weiter sind auf Funden noch folgende Eigennamen aufgetaucht, die die Geburtsnamen anderer Könige der 8. Dynastie sein können:
Iti, Imhotep, Hetep, Chabau, Chui, Isu und Iytenu.
Eine im Jahr 2014 veröffentlichte Inschrift deutet jedoch an, dass sein Eigenname Pepy war. Der König wird wahrscheinlich in der Biographie des Idi (sein Name ist nicht erhalten, doch kann die Inschrift ihm zugeordnet werden) im Grab des Schemai bei Koptos genannt. In der Datierung der Inschrift, an ihrem Beginn erscheint der Name eines Königs. Die beiden Kartuschen der Herrschertitulatur sind im oberen Teil zerstört. Noch zu lesen ist Pepy Neferka-[zerstört]-re. Aus chronologischen Gründen handelt es sich wahrscheinlich nicht um Pepi II., der den Thronnamen Neferkare trägt. Das ka-Zeichen in der Kartusche ist verhältnismäßig klein. Maha Farid Mostafa rekonstruiert darüber ein ir-Zeichen und rekonstruiert den ganzen Namen als Neferirkare. Weiterhin dürfte Neferirkare mit König Djemed-ib-taui (es handelt sich um einen Horusnamen) identisch sein. Der letztere Name findet sich in einem Koptosdekret, auf dem auch Idi genannt wird.